# Egmond
Egmond ist eine ehemalige Gemeinde, die sich aus drei kleinen Ortsteilen zusammensetzt und in der niederländischen Provinz Nordholland liegt. Sie ist rund 35 Kilometer von Amsterdam und 10 Kilometer von Alkmaar entfernt. Die drei Ortsteile sind Egmond-Binnen, Egmond aan den Hoef und Egmond aan Zee, der größte Ortsteil. Zusammen mit den Dörfern Schoorl und Bergen bilden sie seit dem 1. Januar 2001 die Großgemeinde Bergen. Im Jahre 977 wurde das Fischerdorf Egmond aan Zee das erste Mal erwähnt und hatte zusammen mit der Benediktinerabtei bis heute eine wechselvolle Geschichte. Die seit 1950 wieder von Leben erfüllte Abtei hat wesentlich zur Aufwertung dieser Gegend beigetragen.

## Egmond aan Zee

### Beschreibung
Egmond aan Zee liegt direkt am Meer und wird von Touristen bevorzugt besucht. Daher wird der ganze Ort Egmond irrtümlicherweise oft als Egmond aan Zee bezeichnet. Der alte Ortskern mit seinen kleinen, typisch holländisch gebauten Häusern wird vom Leuchtturm J.C.J. van Speijk aus dem Jahr 1834 überragt. Entlang des Strandabschnitts – an der sogenannten Promenade – konterkarieren große Betonappartementblocks das abgesehen davon recht dörfliche Flair. In den letzten Jahren wurde diesem Trend entgegengewirkt. Im Süden und Norden an Egmond aan Zee angrenzend erstreckt sich das gegen Eintrittsgebühr zugängliche Noordhollandse Duinreservaat, in dem viele Tier- und Vogelarten der Küste leben. Es werden dort auch privater Gartenbau und Nutztierhaltung betrieben. Zu Fuß, zu Pferd oder mit dem Fahrrad sind zahlreiche Wanderungen auf verschiedenen Routen auf zum Teil ausgebauten und befestigten Wegen möglich. Vor der Küste befindet sich ein aus 36 Windkraftanlagen bestehender Offshore-Windpark.

### Geschichte

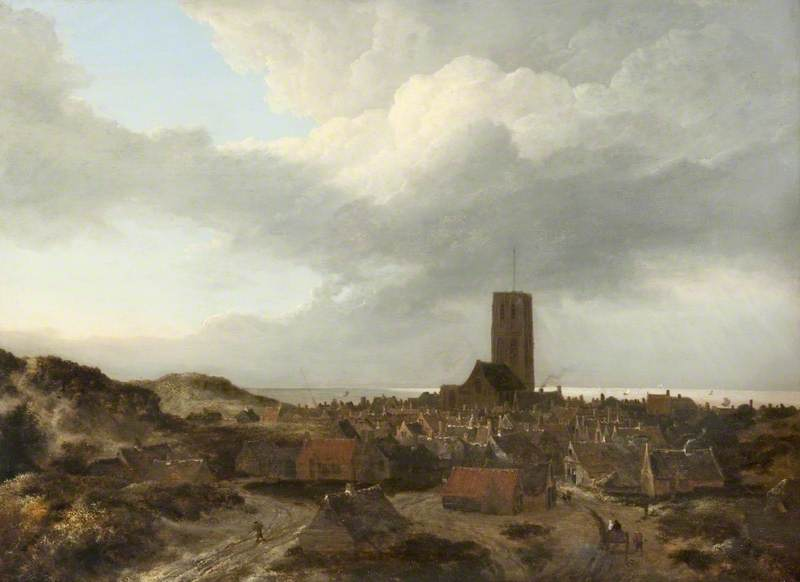
Jacob van Ruisdael (1647/52): Blick auf Egmond aan Zee zur südwestlichen Nordsee hin - Kelvingrove Art Gallery.

Das älteste Kirchengebäude war eine unter dem Patrozinium der heiligen Agnes – die als Patronin des Ortes Egmond verehrt wurde – stehende Kirche. Diese soll auf das Jahr 1036 zurückgehen, als der Ortschronik zufolge ein gewisser Walgerus, Walger oder Walther der Erste, sechster Herr von Egmond, dort eine Kapelle bauen ließ. Daraus entwickelte sich in den folgenden Jahrhunderten mit dem Wachstum des Ortes eine beachtliche Kirche, nachdem Egmond op Zee, so der damalige Name, durch Fischfang Wohlstand erlangt hatte.
Am 5. April 1571 überfiel der berüchtigte Seeräuber Bartel Entes mit einer Gruppe von Wassergeusen den Ort, ließ ihn plündern und 130 Häuser in Brand setzen. Dabei brannte auch die St.-Agnes-Kirche nieder, nur der Kirchturm blieb vom Feuer verschont und diente in den folgenden Jahrhunderten als Landmarke für die Seefahrt. Aus diesem Grund brannte nachts auf der Plattform des Turms in einem Feuerkorb ein Steinkohlenfeuer. Um 1620 entstand ein – wesentlich kleineres – Gotteshaus auf den Ruinen der abgebrannten Kirche, das infolge der Reformation nunmehr den protestantischen Gläubigen als Gottesdienststätte diente. Auf Abbildungen der neuen Kirche aus dem Jahr 1620 sind die Ruinen ihrer Vorgängerin noch gut zu erkennen. Um 1700 war ein großer Teil der Bevölkerung katholisch, da die Katholiken gegen Bezahlung das Recht erhalten konnten, ihre Gottesdienste zu feiern. Um 1740 gab es unter den etwa 1200 Einwohnern des Ortes nur 80 Reformierte, der überwiegende Teil gehörte der 1702 begründeten Roomsch Katholieke Kerk van de Oud-Bisschoppelijke Clerezie, der heutigen Oud-Katholieke Kerk van Nederland an.
Durch die Weihnachtsflut 1717 wurden die Häuser zwischen der St.-Agnes-Kirche und der Nordsee, ein Teil der Umfassungsmauer des Kirchhofes sowie die davor liegenden Dünen zerstört, das Kirchengebäude selbst überstand die Sturmflut weitgehend unbeschadet.
Am 27. November 1741 wurde der Dünensand unter dem Kirchturm bei einem heftigen Nordweststurm durch das Wasser der Nordsee unterspült, und der Turm brach zur Hälfte ein. In den darauffolgenden Jahren trug das Meer immer mehr Land fort, sodass die Überreste der alten St.-Agnes-Kirche im 21. Jahrhundert mehrere hundert Meter vor der Küste liegen. Für die reformierte Gemeinde wurde 1746 auf Staatskosten eine neue Kirche errichtet, die immer noch genutzt wird. Die alt-katholische Gemeinde baute 1886 eine neue St.-Agnes-Kirche in der Ortsmitte.
In den 1950er Jahren wurden viele Stadtkinder auf Rat der Schulärzte für mehrere Wochen oder Monate zur Stärkung ihrer schwachen Gesundheit nach Egmond aan Zee in die Kolonie Prinzessin Beatrix geschickt.
Im April 2015 erfolgten zur Verbesserung des Küstenschutzes Sandaufspülungen. Der Sandstrand wurde dadurch erheblich verbreitert.

## Egmond-Binnen
Egmond-Binnen entstand um eine berühmte Abtei der Benediktiner herum, das Kloster Egmond, älteste Abtei der Niederlande und Grablege der Grafen von Holland. Im Achtzigjährigen Krieg wurde die Abtei 1573 von den Geusen unter Sonoy zerstört und dann aufgelöst. Im Jahre 1934 begann der Wiederaufbau als Benediktinerabtei, die bis heute erhalten ist.
Das Meer ist zu Fuß oder mit dem Fahrrad über einen zwei Kilometer langen Pfad durch die Dünen erreichbar. Das Dorf lebt hauptsächlich vom Anbau von Blumenzwiebeln. In der Dorfmitte gibt es eine malerische kleine Kirche, umgeben von einem romantischen Hof. Rechts neben der Kirche findet man den Weg zur Abtei. Dort kann man eine Kerzengießerei und eine kleine Töpferei besichtigen und auch deren Produkte kaufen. Außerdem gibt es wechselnde Kunstausstellungen.

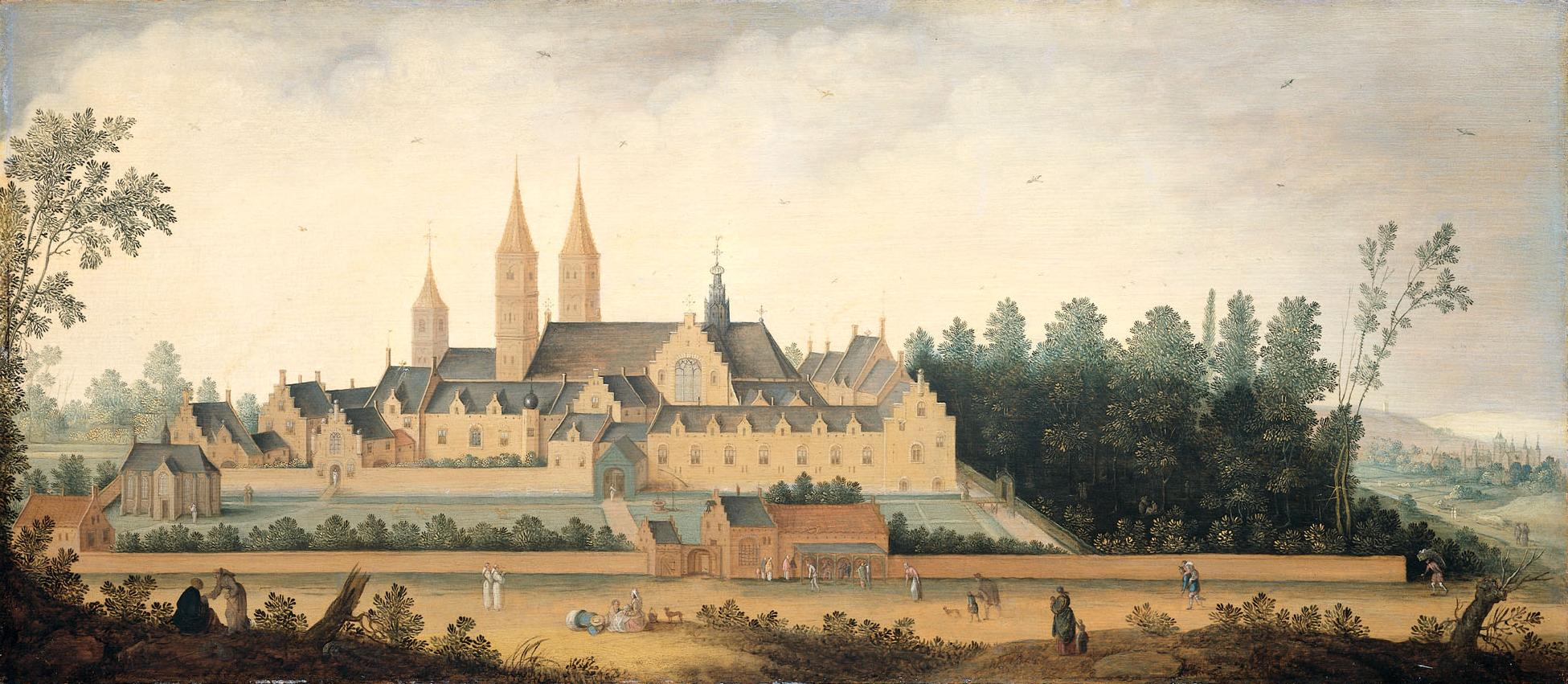
Blick auf die Abtei von Egmond-Binnen (Ölgemälde von Claes Dirksz van der Heck – 1638)
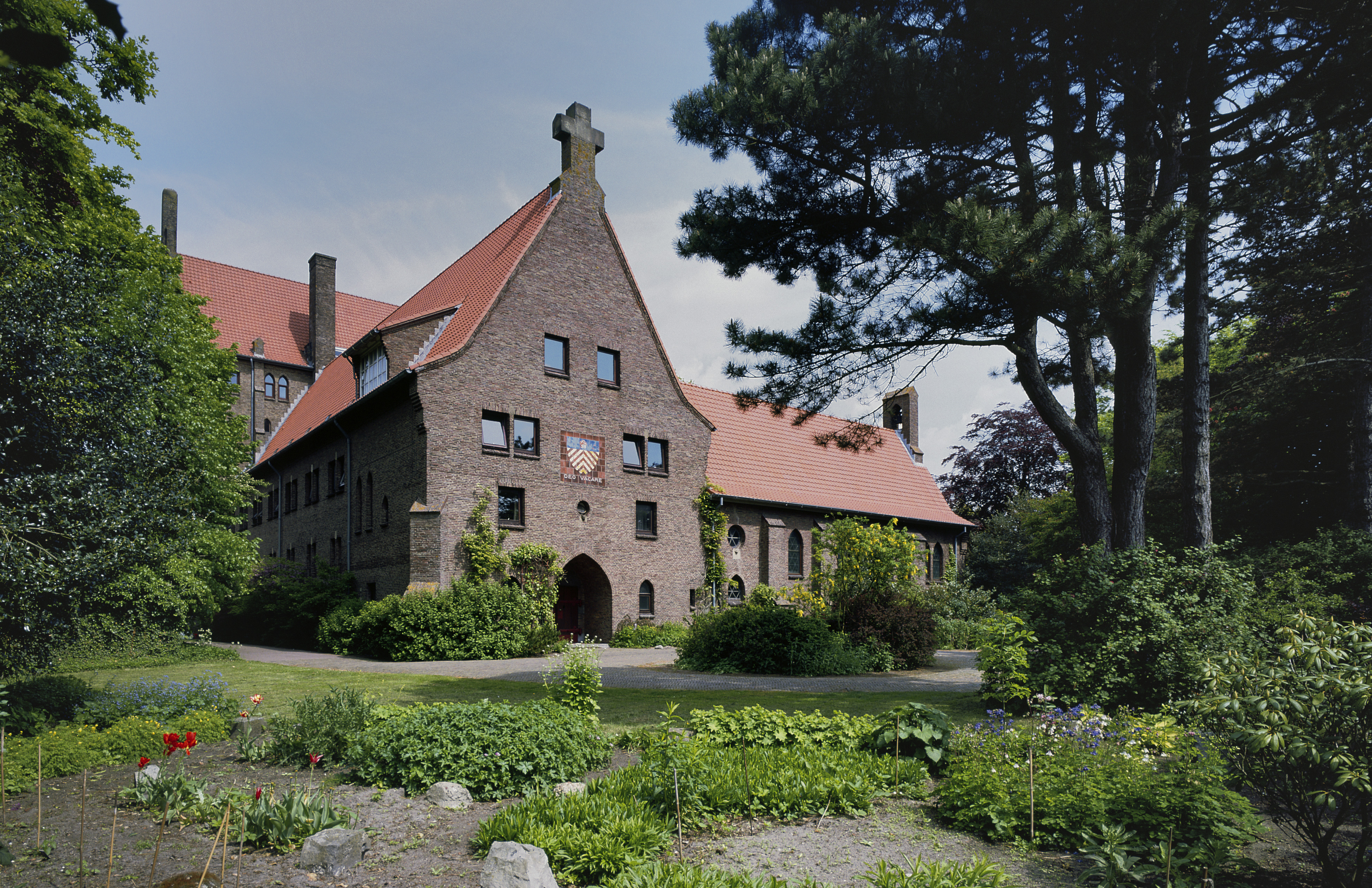
Heutige Benediktinerabtei Egmond

## Egmond aan den Hoef
Egmond aan den Hoef war der ursprüngliche Sitz der Grafen von Egmond, die Schutzvögte des Klosters Egmond waren und später in verschiedenen Zweigen zu Herzögen von Geldern und Fürsten von Gavere aufstiegen. Letztere Linie besaß auch das Stammschloss in Egmond aan den Hoef. Das Haus Egmond ist 1682 erloschen.
Im frühen 18. Jahrhundert erwarb die Alkmaarer Patrizierfamilie van Egmond van de Nijenburg das Schloss, da sie eine Abstammung über einen unehelichen Spross eines Grafen behauptete (die nicht bewiesen ist) und daher den Namen dem ihren hinzufügte. Jan van Egmond van Nijenburg ließ zwei Tore restaurieren. Diese Familie starb 1747 aus. 1798 wurde das Schloss auf Abbruch verkauft. Heute ist davon nur noch das Fundament zu sehen; allein die Schlosskirche steht noch.
In den 1930er Jahren lebte hier im Exil der deutsche Maler Erwin Johannes Bowien (1899–1972). Er schuf in und um Egmond aan den Hoef zahlreiche Zeichnungen und Gemälde.

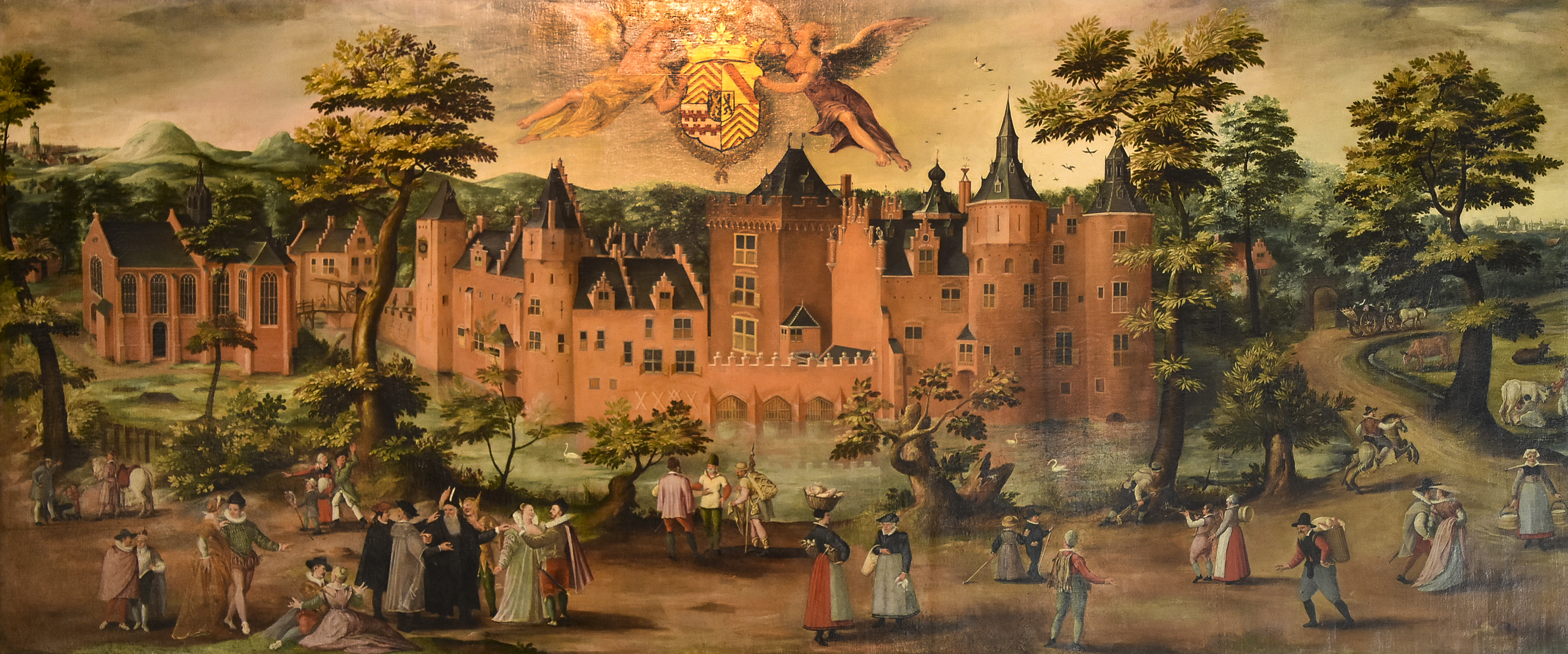
Kasteel Egmond-aan-den-Hoef (ca. 1570)
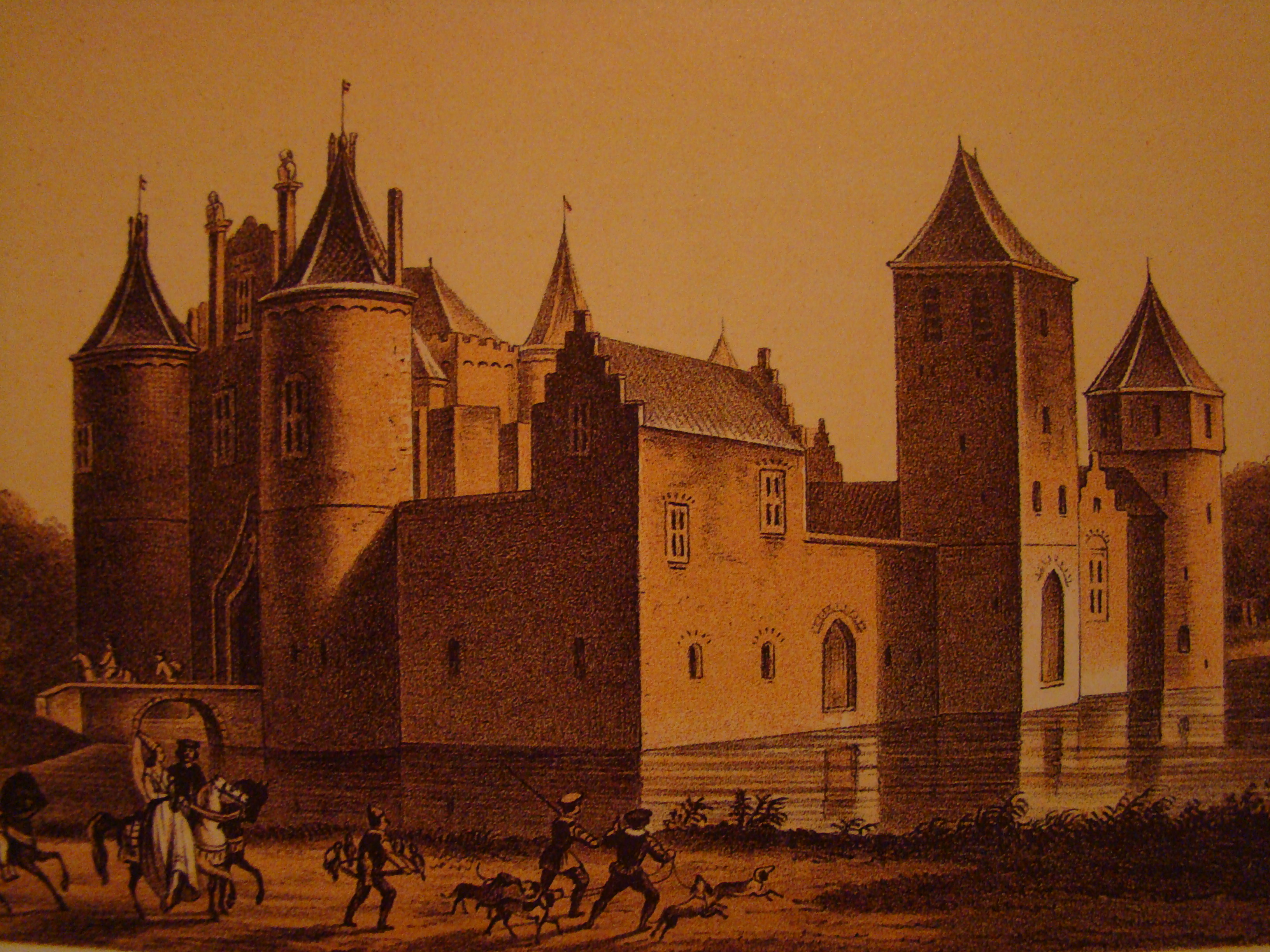
Kasteel Egmond (19. Jh.)
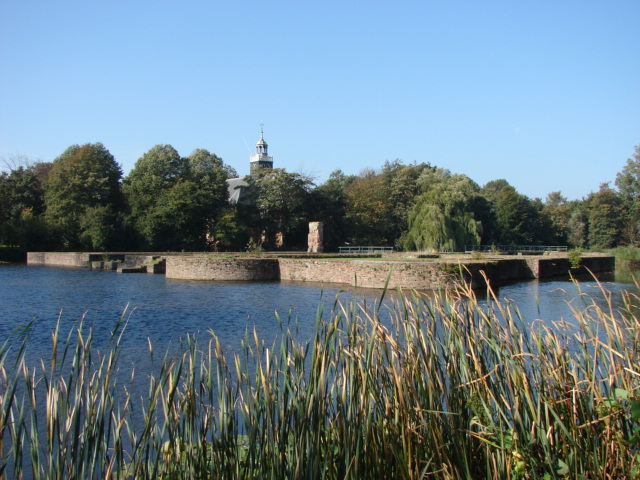
Die Ruine des Kastells (20. Jh.)

## Eingemeindungen
Bis 1978 waren alle drei Ortsteile selbständig und wurden dann zur Gemeinde Egmond zusammengelegt. Im Zuge der Gemeindereform wurden zum 1. Januar 2001 die Orte Bergen, Schoorl und Egmond zur Großgemeinde Bergen zusammengelegt. Die Ortsteile pflegen aber weiterhin in Vereinen und Veranstaltungen ihre historisch gewachsene Eigenständigkeit.

## Kultur und Sehenswürdigkeiten
- Leuchtturm J.C.J van Speijk von 1834, am Strand von Egmond aan Zee
- Museum van Egmond in Egmond aan Zee[6]
- Benediktiner-Abtei St. Adalbert (Kloster Egmond)
- Altkatholische Kirche St. Agnes in der Ortsmitte von Egmond aan Zee
- Niederländisch-reformierte Kirche in Egmond aan Zee
- Ruine der Burg Egmond in Egmond aan den Hoef
- Spätgotische Schlosskapelle in Egmond aan den Hoef
- Die Düne Torensduin, die als Aussichtspunkt dient. Wegen ihrer erhöhten Lage war sie bis Mitte des 19. Jahrhunderts Standort des ersten einfachen, heute nicht mehr vorhandenen Leuchtturms
- Das Noordhollandse Duinreservaat, ein Naturgebiet mit Dünen

## Töchter und Söhne der Stadt
- Arnold von Egmond (1410–1473), Herzog von Geldern
- Nicolaas van Nieuwland (1510–1580), Bischof von Haarlem
- Cornelius Diependaal (1829–1893), alt-katholischer Bischof von Deventer
- Gerardus Gul (1847–1920), alt-katholischer Erzbischof von Utrecht
- Teun de Nooijer (* 1976), Hockeyspieler
- Theo Bos (* 1983), Radsportler

## Regelmäßige Veranstaltungen
- In den Sommermonaten findet in Egmond aan Zee jeden Mittwochabend ein Markt statt, bei dem Markthändler verschiedene Waren verkaufen.
- Jeden Donnerstagmorgen findet der Wochenmarkt in Egmond aan Zee statt, bei dem Lebensmittel angeboten werden.
- Einmal im Sommer gibt es in Egmond aan Zee ein karibisches Fest, zu dem der gesamte Ortskern karibisch geschmückt wird und das ganze Dorf ausgelassen feiert. In den diversen Bars und Restaurants finden themenbezogene Veranstaltungen statt.
- Jährlich am zweiten Januarsonntag findet der Egmond-Halbmarathon mit über 10.000 Teilnehmern statt. Seine Besonderheit liegt in der teilweise über den Nordseestrand und die Dünen verlaufende Streckenführung. Zwei Wochen danach wird eine identische Veranstaltung für Wanderer und Walker (Egmond Wandel Marathon) durchgeführt.
- Jedes Jahr am 1. Januar findet das „Neujahrsschwimmen“ statt, bei dem viele Menschen zusammen ins kalte Wasser laufen, um so das neue Jahr einzuläuten.

## Galerie

Panorama über Egmond aan Zee
Blick über Egmond vom Aussichtspunkt Torensduin
Dünen am Südstrand
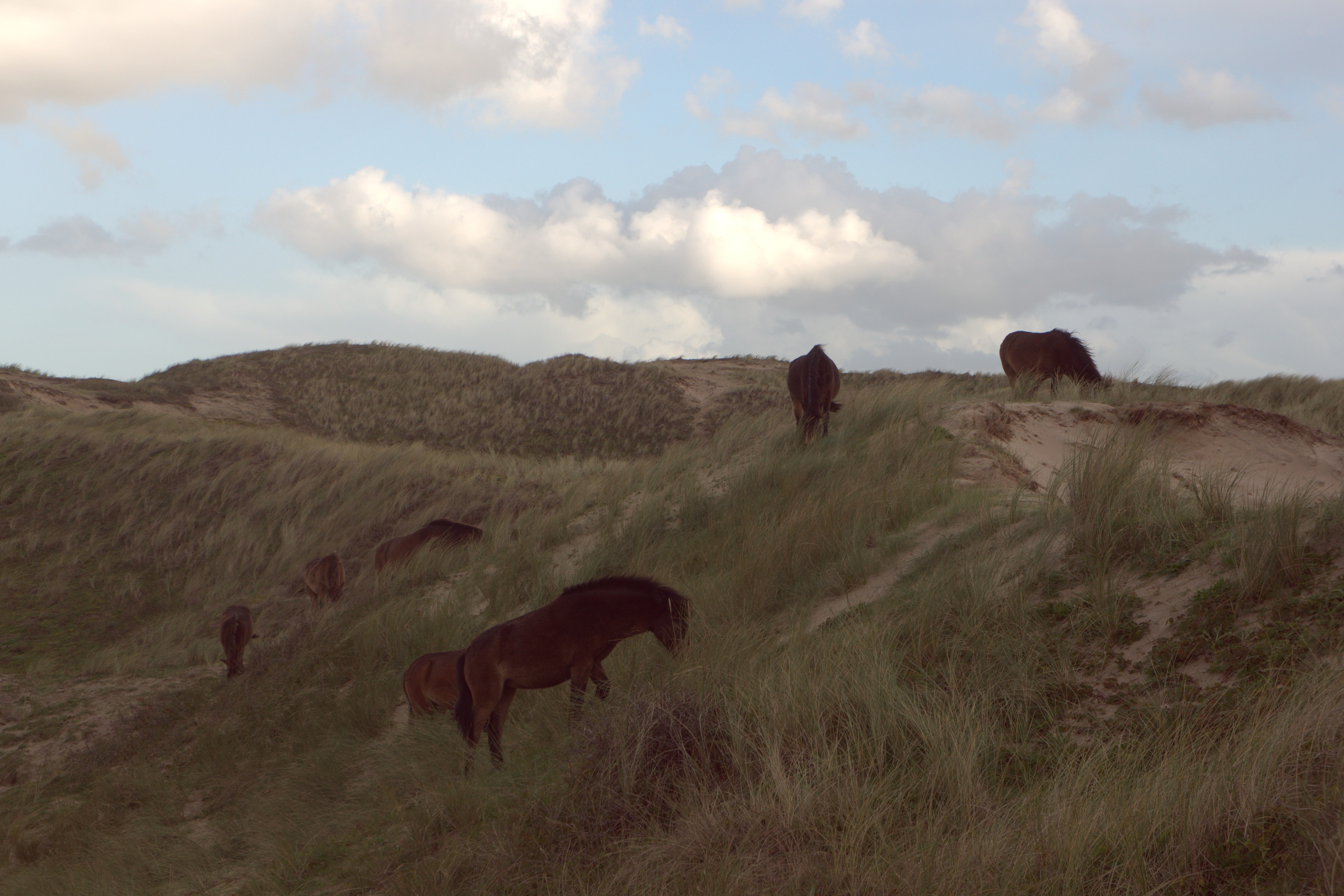
Pferde im nordholländischen Dünenreservat bei Egmond
Strandpromenade
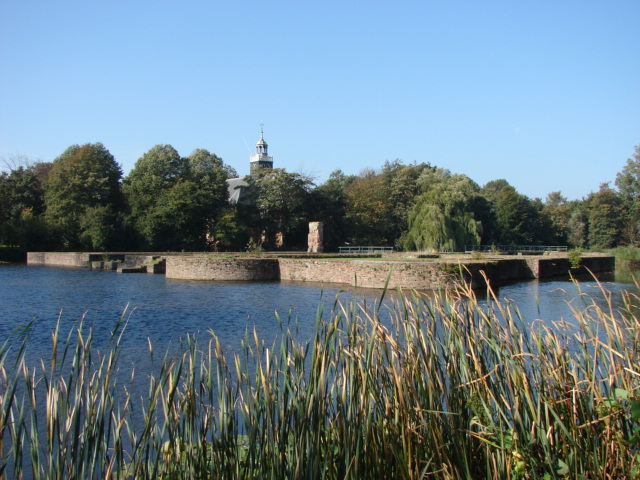
Kastell
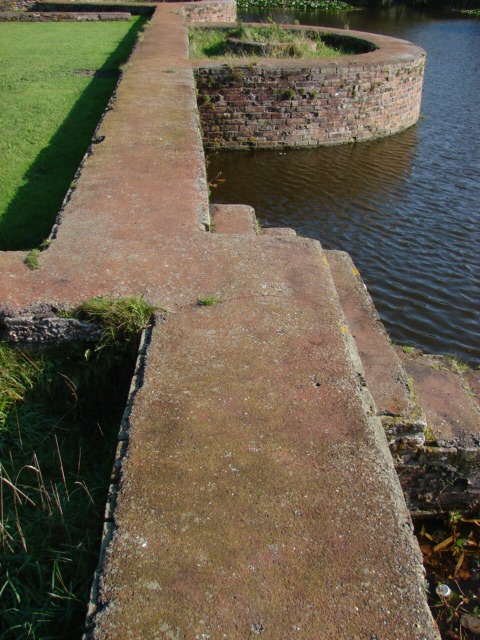
Ruine Schloss Egmond in Egmond aan den Hoef
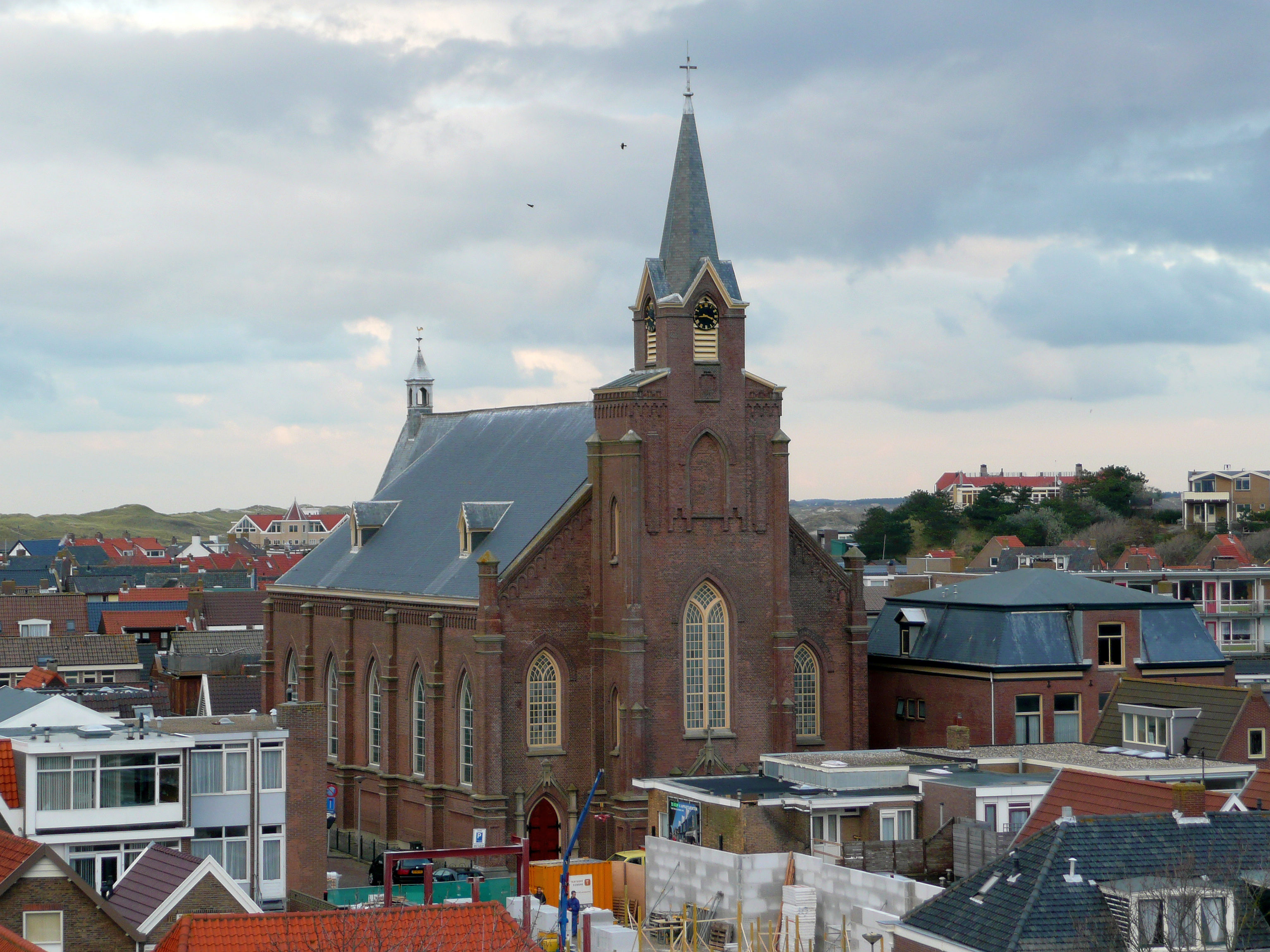
Altkatholische Kirche
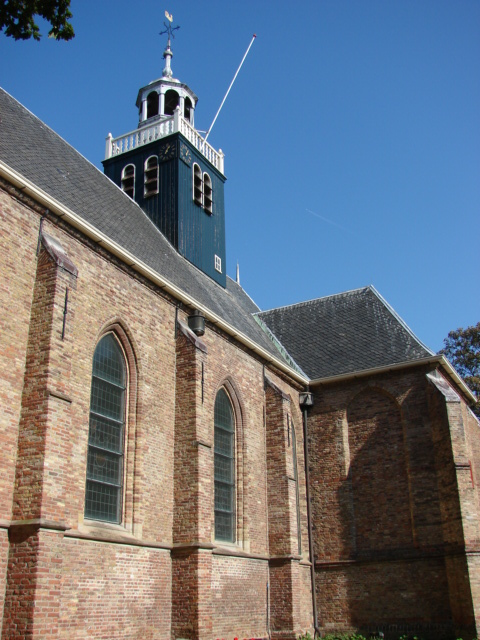
Schlosskapelle Egmond aan den Hoef
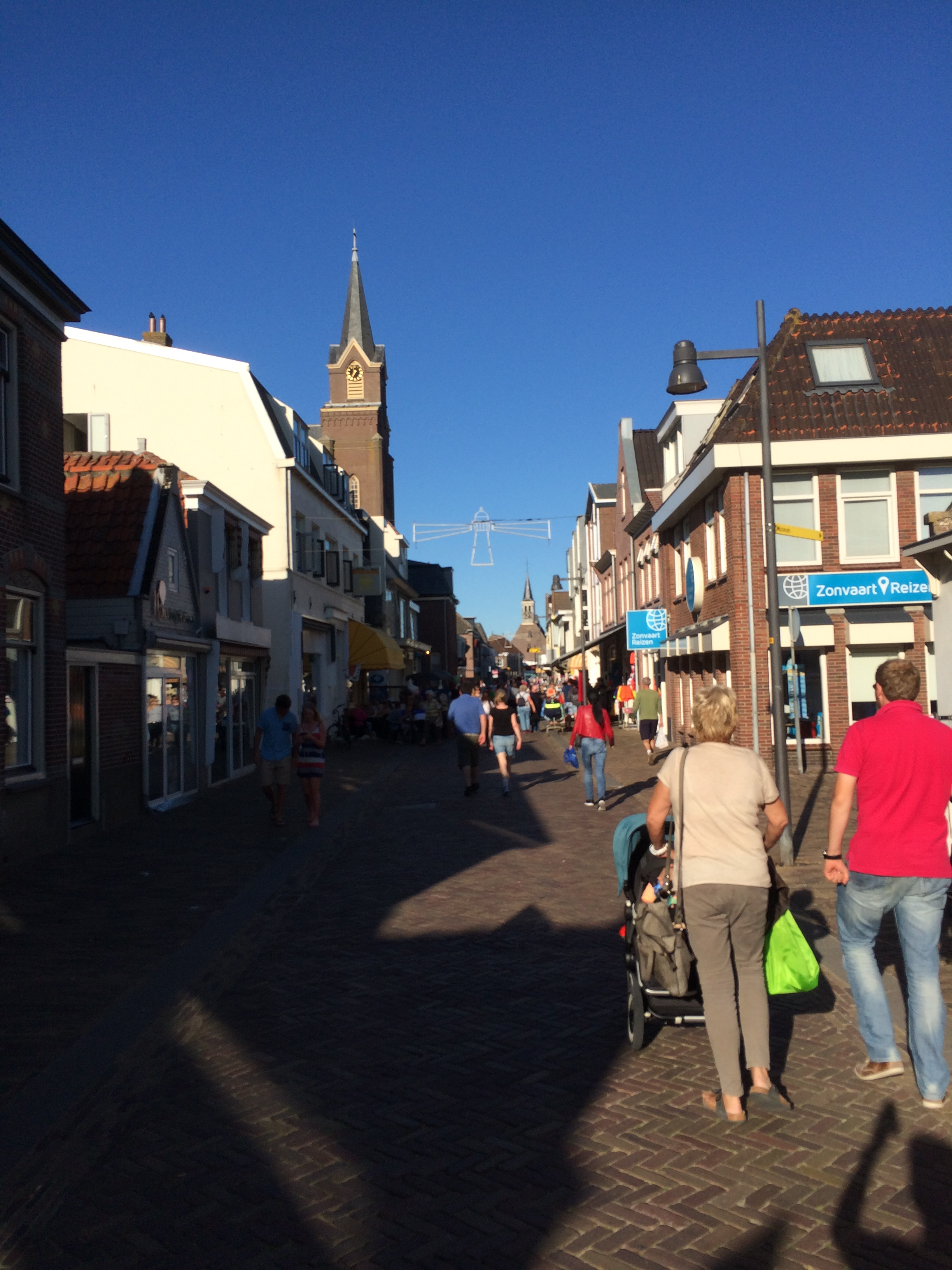
Einkaufsstraße in Egmond aan Zee
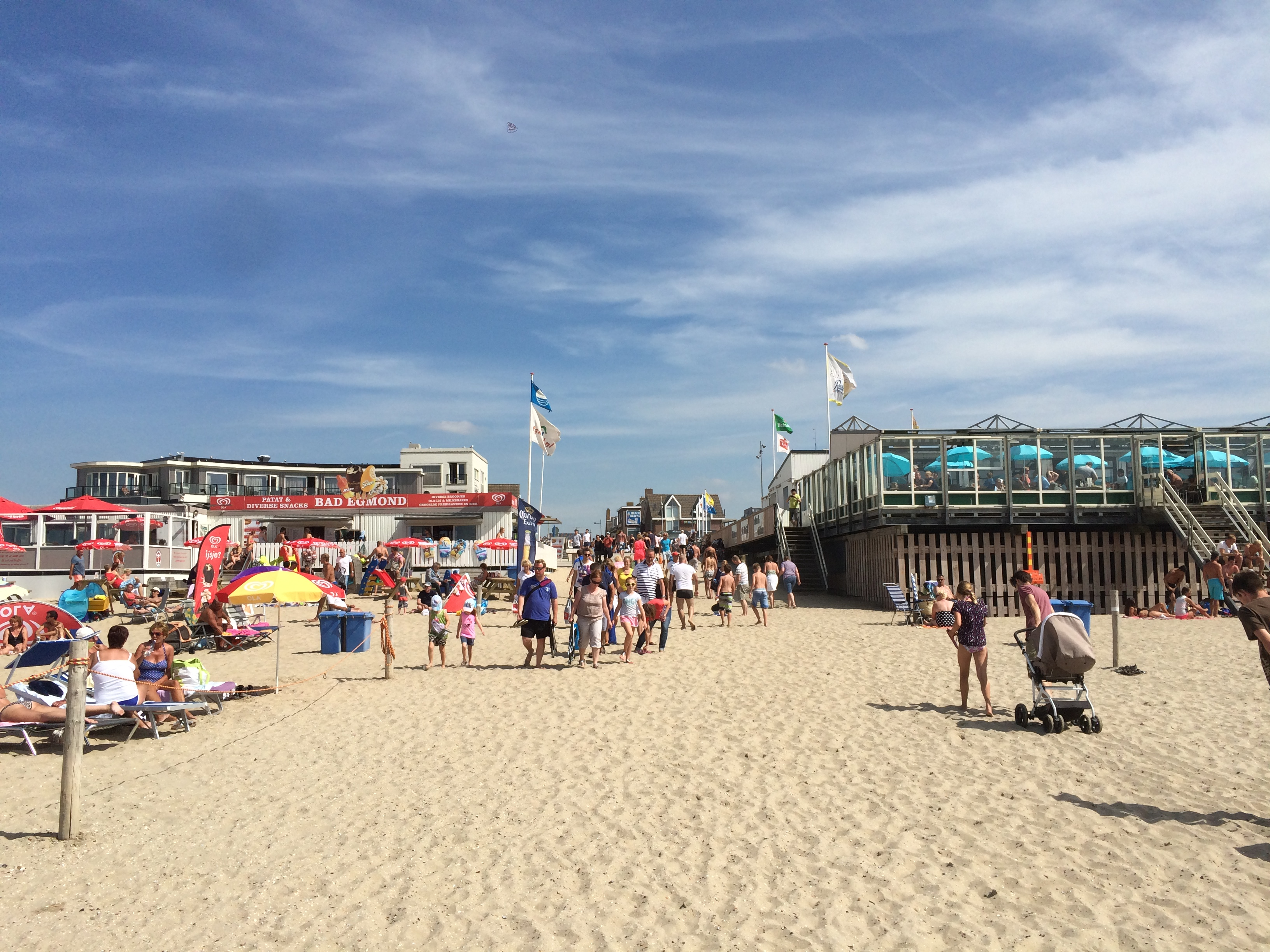
Zugang zum Strand von Egmond aan Zee
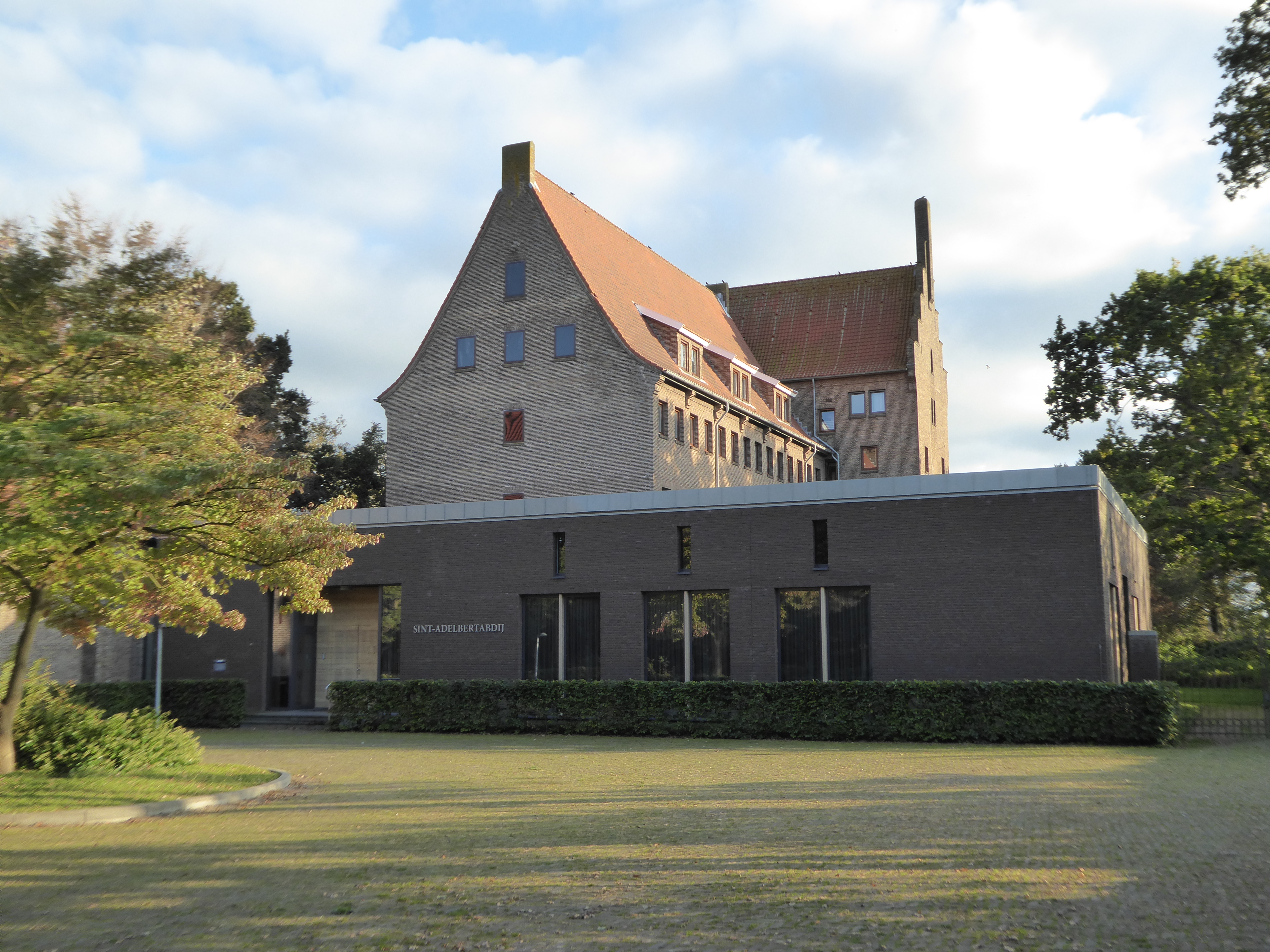
Egmond-Binnen, Sint-Adelbertabteij (St. Albert Abtei)
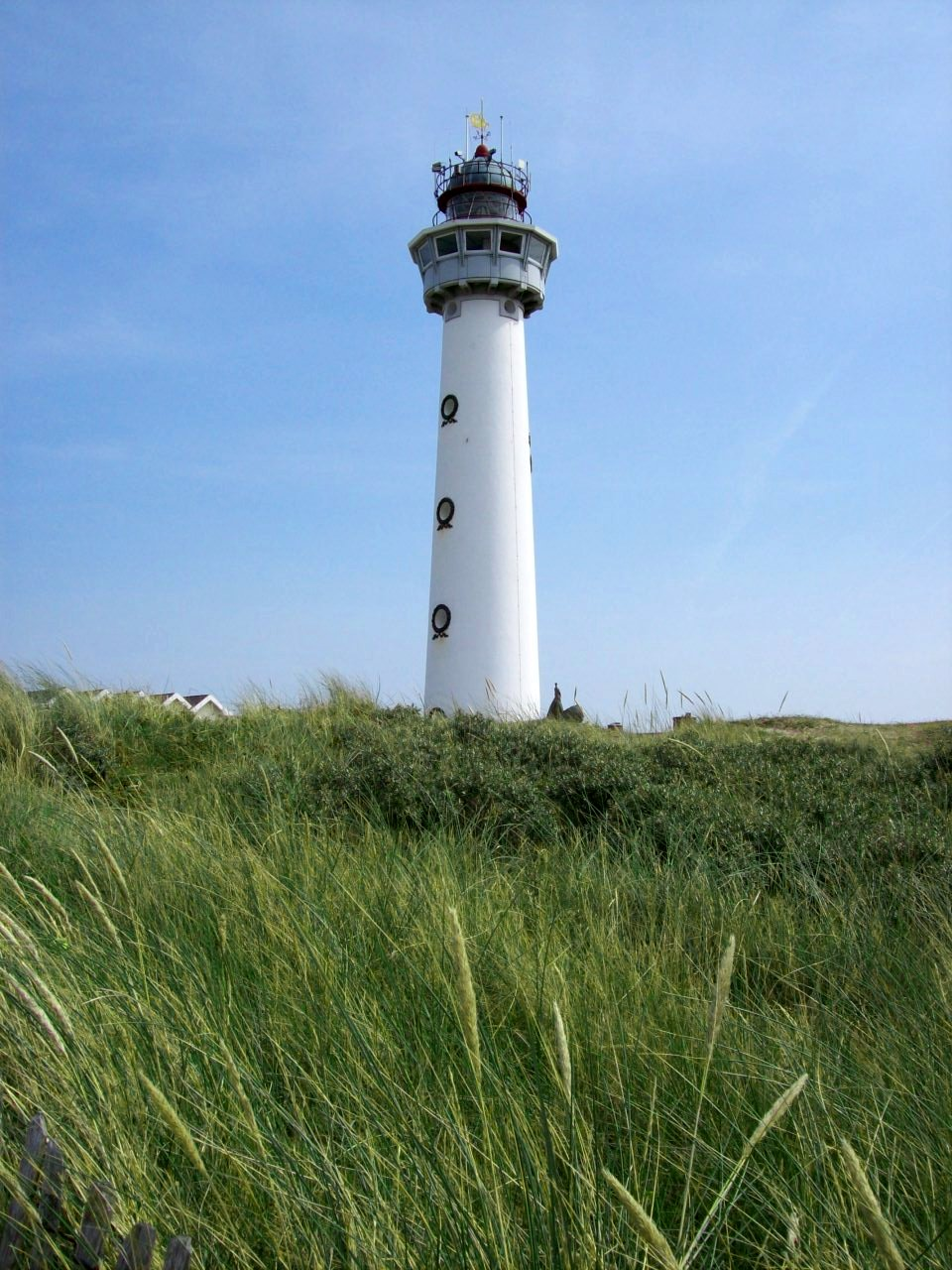
Leuchtturm J.C.J. van Speijk
Museum von Egmond